# Stefan Quandt
Pour les articles homonymes, voir Quandt.
 (septembre 2024).
La mise en forme du texte ne suit pas les recommandations de Wikipédia : il faut le « wikifier ».
Les points d'amélioration suivants sont les cas les plus fréquents. Le détail des points à revoir est peut-être précisé sur la page de discussion.
- Les titres sont pré-formatés par le logiciel. Ils ne sont ni en capitales, ni en gras.
- Le texte ne doit pas être écrit en capitales (les noms de famille non plus), ni en gras, ni en italique, ni en « petit »…
- Le gras n'est utilisé que pour surligner le titre de l'article dans l'introduction, une seule fois.
- L'italique est rarement utilisé : mots en langue étrangère, titres d'œuvres, noms de bateaux, etc.
- Les citations ne sont pas en italique mais en corps de texte normal. Elles sont entourées par des guillemets français : « et ».
- Les listes à puces sont à éviter, des paragraphes rédigés étant largement préférés. Les tableaux sont à réserver à la présentation de données structurées (résultats, etc.).
- Les appels de note de bas de page (petits chiffres en exposant, introduits par l'outil «  Source ») sont à placer entre la fin de phrase et le point final[comme ça].
- Les liens internes (vers d'autres articles de Wikipédia) sont à choisir avec parcimonie. Créez des liens vers des articles approfondissant le sujet. Les termes génériques sans rapport avec le sujet sont à éviter, ainsi que les répétitions de liens vers un même terme.
- Les liens externes sont à placer uniquement dans une section « Liens externes », à la fin de l'article. Ces liens sont à choisir avec parcimonie suivant les règles définies. Si un lien sert de source à l'article, son insertion dans le texte est à faire par les notes de bas de page.
- La présentation des références doit suivre les conventions bibliographiques. Il est recommandé d'utiliser les modèles {{Ouvrage}}, {{Chapitre}}, {{Article}}, {{Lien web}} et/ou {{Bibliographie}}. Le mode d'édition visuel peut mettre en forme automatiquement les références.
- Insérer une infobox (cadre d'informations à droite) n'est pas obligatoire pour parachever la mise en page.

Pour une aide détaillée, merci de consulter Aide:Wikification.
Si vous pensez que ces points ont été résolus, vous pouvez retirer ce bandeau et améliorer la mise en forme d'un autre article.
Stefan Norbert Quandt, né le 9 mai 1966 à Bad Homburg[réf. nécessaire] est un industriel et milliardaire allemand. 
En octobre 2021, sa fortune nette est estimée à 23,2 milliards de dollars américains et il est classé au 89e rang du Bloomberg Billionaires Index,.

## Biographie
Quandt est né à Bad Homburg de Herbert Quandt, industriel allemand et nazi notoire et de Johanna Quandt. Il est diplômé de l'université de Karlsruhe, où il étudie l`ingénierie industrielle et le management, de 1987 à 1993.
De 1993 à 1996, Quandt a travaillé pour le Boston Consulting Group à Munich et comme directeur du marketing pour le groupe Datacard à Hong Kong .
Quandt a hérité de 17,4 % du capital de Groupe BMW en 1982, après le décès de son père, avant de porter sa participation à 23,7 %. Il a rejoint le conseil de surveillance du groupe BMW en 1997. Le décès de sa mère en 2015 a temporairement porté sa participation à 34,19 %, déclenchant une offre publique d'achat obligatoire en vertu de la loi allemande, qu'il a évitée. En 2018, sa participation directe est passée à 25,83 %, ce qui fait de lui le premier actionnaire du groupe BMW et lui confère un contrôle important. Il occupe actuellement le poste de vice-président du conseil de surveillance .
Quandt gère d'importantes participations familiales par l'intermédiaire de Delton AG, qui comprennent des parts importantes dans : CEAG (76,8 %), Logwin AG (87,6 %), Biologische Heilmittel Heel GmbH (100 %), CeDo Household Products (100 %) . Sa mère et lui détenaient également une participation de 18,3 % dans Gemplus International jusqu'à sa fusion avec Gemalto en 2006.
Avec Aqton SE, Quandt supervise les investissements dans les énergies renouvelables et d'autres secteurs, tels que Heliatek (panneaux solaires organiques), Solarwatt (systèmes d'énergie solaire) et Kiwigrid (solutions d'énergie renouvelable pour les services publics) . Il détient également des intérêts dans les services financiers par l'intermédiaire de la Oddo BHF.
Après les élections fédérales allemandes de 2013, Quandt - avec sa mère et sa sœur - a fait des dons à l'Union chrétienne-démocrate d'Allemagne (CDU) pour un montant total de 690 000 euros ,. Avant les élections fédérales allemandes de 2017, il a donné 50 000 euros chacun à la CDU et au Parti libéral-démocrate.